# Кыверялг, Антс
Антс Аугустович Кыверялг (10 ноября 1926, Вильянди — 21 июля 2017, Таллин) — советский и эстонский педагог, действительный член АПН СССР (1989), иностранный член РАО (1999).
Доктор педагогических наук, профессор.
Сфера научных интересов: методика педагогических исследований, трудовое обучение и воспитание, профессиональная ориентации молодёжи.